# Ivana Hong
Ivana Hong, née le 11 décembre 1992 à Worcester (Massachusetts), est une gymnaste artistique américaine.

## Biographie
Ivana Hong remporte aux Jeux panaméricains de 2007 à Rio de Janeiro la médaille d'or par équipes et la médaille de bronze au concours général individuel. Elle obtient aussi cette année-là le titre par équipes aux Championnats du monde à Stuttgart.
Aux Championnats du monde de gymnastique artistique 2009 à Londres, elle est médaillée de bronze à la poutre.